# 富士爆発
富士爆発（ふじばくはつ）は、日本の男性声優。主にアダルトゲームに出演している。

## 出演

### ゲーム
- 赤ずきんと迷いの森（猟師さん[1]）
- AYAKASHI H（刑部克己[2]）
- 淫声2 〜DANCE MIX〜（剛田社長）
- 冤罪 eine falsche Beschuldi-gung（ジョゼ[3]）
- カタハネ（アイン・ロンベルク）
- 群青の空を越えて（鈴木隆史[4]、パンサー、管制官、憲兵、軍事評論家）
- 〜サイレントムーン〜 silent moon（霧乃徳馬）
- S-TRIPPER（由井英騎）
- それが僕等の恋愛生活（一条雅良）
- コイビト遊戯（櫻井啓寿[5]）
- 塵骸魔京（メルクリアーリ・ジョヴァンニ[6]）
- 地っ球の平和をま〜もるためっ!Vol.1、2（御台場卓）
- 咎狗の血（キリヲ[7]）
- new〜メイドさんの学校〜（理事長[8]）
- 花町物語（梶山啓治[9]）
- PP -ピアニッシモ- 操リ人形ノ輪舞（菱谷琢磨[10]、熊坂謙吾[11]）
- Peace@Pieces（ディア・イブリース）
  - わんもあ@ぴぃしぃず（ディア・イブリース、イブイブ）
- FANATICA〜ファナティカ〜（カルム・ガスマノフ）
- 星の王女（里見修二[12]）
  - 星の王女2（里見修二[13]）
- Natural Zero+ -はじまりと終わりの場所で-（霜月春彦）
- 真剣で私に恋しなさい!（風間翔一[14]）
  - 真剣で私に恋しなさい!S（風間翔一[15]）
- 天使の羽根を踏まないでっ（ホルバイン）
- 珊海王の円環（ダモン）

### OVA
- ZERO SUM GAME（佐伯敬人[16]）
- ANGEL-CORE（ラルフ[17]）
- 冤罪
  - ギルディアスの陰謀（ジョゼ[18]）
  - 自由と解放を求めて…（ジョゼ[19]）
- 紅蓮　第二幕 闇（宿の主人[20]）
- とらいあんぐるハート さざなみ女子寮
- 隷従学園（高[21]）
- 胸キュン!はぁとふるCafe（2002年、信也[22][23]）
- ANGEL・CORE〜天使たちの住処〜（2003年、ラルフ）